# Lago de Lei
El Lago de Lei es un embalse en el valle de Lei, alimentando las centrales hidroeléctricas reversibles del Rin posterior. El embalse se encuentra casi enteramente localizado en Italia, pero la represa se construyó en territorio más tarde asignado a Suiza (municipio de Innerferrera, Grisones), mientras que un territorio equivalente al norte del lago fue asignado a Italia. El dique es operado por Kraftwerke Hinterrhein. Las aguas del lago son las únicas aguas del territorio italiano que desembocan en el Mar del Norte, formando parte de la cuenca hidrográfica del Rin. Otras aguas de Italia que no desembocan en el Mediterráneo se encuentran en el valle de Livigno, el valle de Sesto, el valle de Puster al este de Innichen, y la mayoría de las aguas del municipio de Tarvisio al este de Sella Nevea. Todas estas aguas desembocan en el Mar Negro.